# Sitticus basalis
Sitticus basalis är en spindelart som först beskrevs av Karsch 1879.  Sitticus basalis ingår i släktet Sitticus och familjen hoppspindlar. Inga underarter finns listade i Catalogue of Life.